# Chateaubriand (Fleisch)

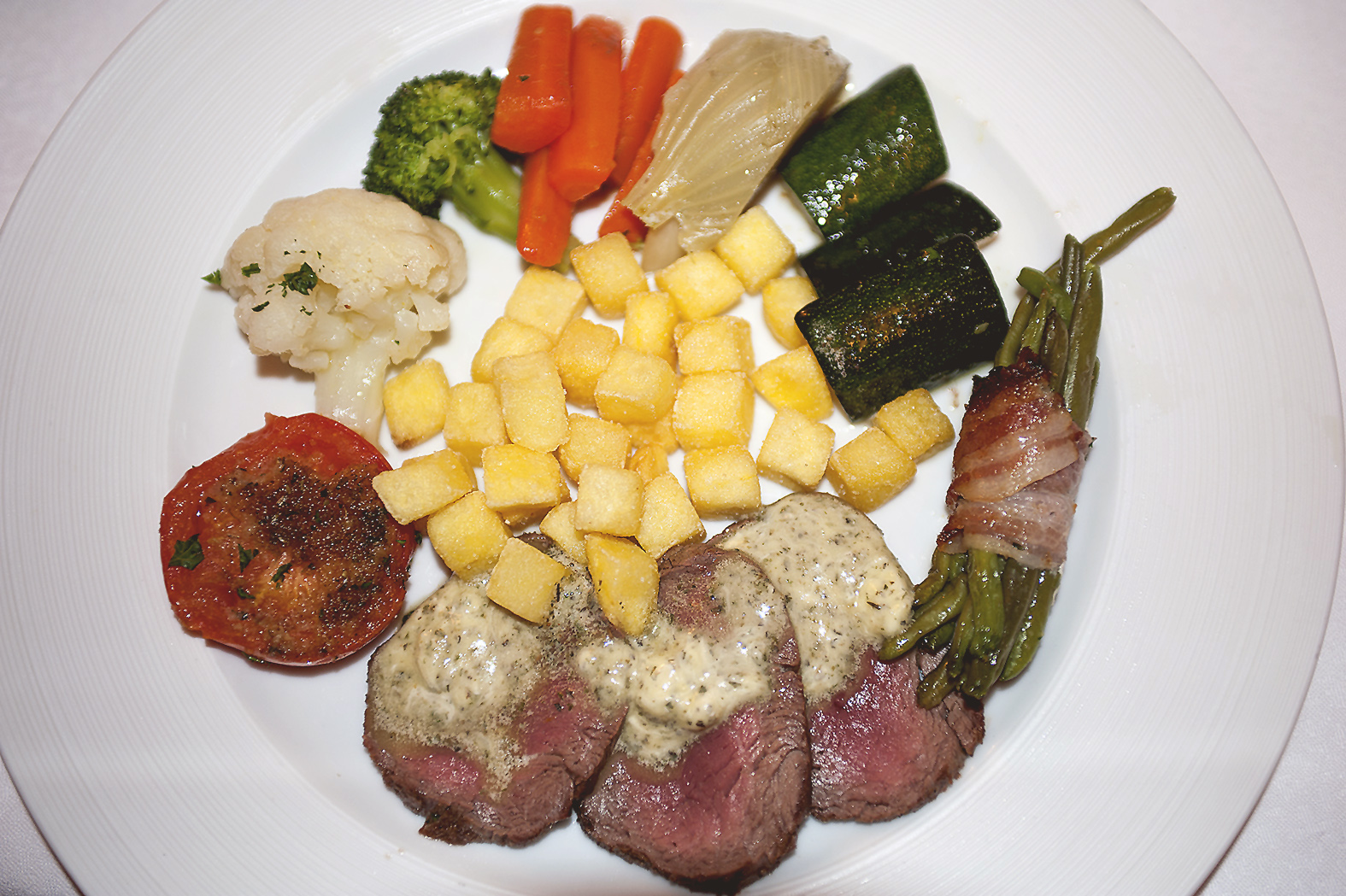
Chateaubriand, Sauce béarnaise und Beilagen

Chateaubriand, auch Doppellendensteak genannt, ist ein „doppeltes Steak“ (d. h. doppelt so schwer wie üblich) aus dem Kopf oder der Mitte des Rinderfilets. Es wird vier Zentimeter dick geschnitten und wiegt etwa 400 bis 600 Gramm. Der Name geht auf den französischen Schriftsteller und Politiker François-René de Chateaubriand (1768–1848) zurück, die orthographische Variante Châteaubriant bezieht sich auf den Namen der Stadt Châteaubriant im Département Loire-Atlantique, die Heimat des zweitgrößten nationalen Rindfleischmarktes sowie eines bekannten Viehmarktes.
Das für zwei Personen ausreichende Gericht Steak à la Chateaubriand (frz.: Grillade de bœuf à la Chateaubriand, wörtlich etwa: Grillen oder Gegrilltes vom Rindfleisch à la Chateaubriand) wird klassisch medium rare (leicht angegart) bis rosa gebraten serviert, mit Kräuterbutter und Kresse oder Sauce béarnaise sowie einer Gemüseplatte und gebratenen Kartoffeln.
Die Chateaubriand-Sauce wird nicht mit Rindfleisch oder -fond hergestellt, sondern mit Kalbsfond.
Laut Larousse Gastronomique wurde dieses Gericht von dem persönlichen Koch Chateaubriands erfunden, während der Schriftsteller in London lebte. Dabei handelt es sich jedoch vermutlich um eine Legende. Das Steak à la Chateaubriand ist vor 1850 weder in Frankreich noch in England nachweisbar. Es gibt Hinweise darauf, dass diese Garnitur erst nach dem Tod Chateaubriands in einem Pariser Restaurant entwickelt wurde.